# Почтовый шкаф

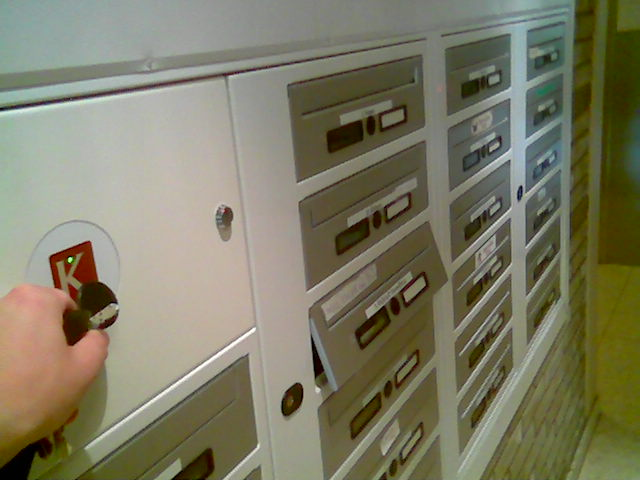
Автоматически открывающийся абонентский почтовый шкаф в «умном доме» в городе Фалуне (Швеция)

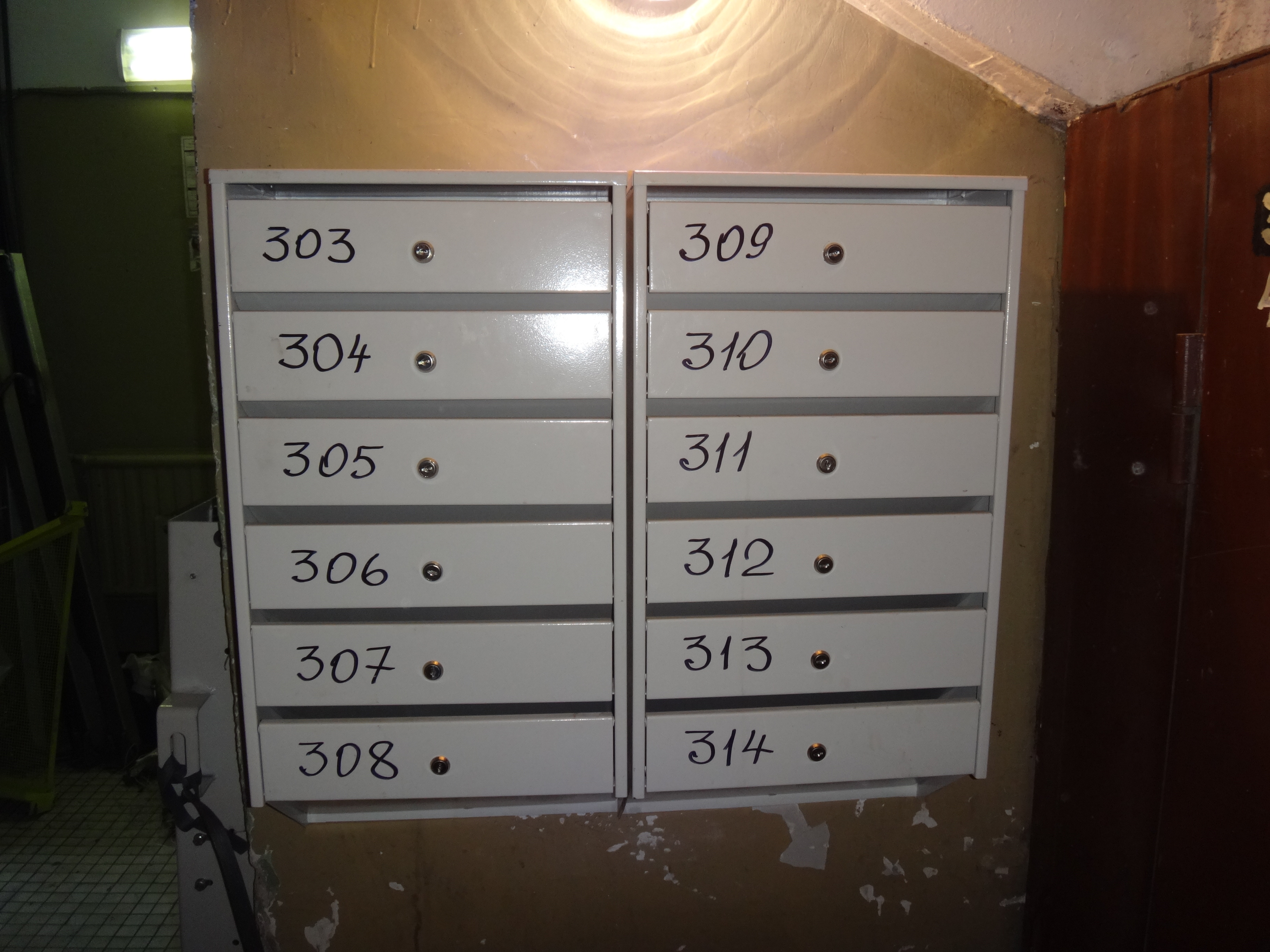
Почтовый шкаф в многоквартирном доме Санкт-Петербурга

Почтовый шкаф, или абонентский почтовый шкаф (англ. letterbox mail station или cluster mailbox), — специальный шкаф с запирающимися ячейками, предназначенный для сбора и временного хранения корреспонденции в многоквартирных домах. Абонентский почтовый шкаф часто называют «почтовый ящик», это ошибочное, но устоявшееся в русскоязычной среде название.
В настоящее время в России около 50 миллионов абонентских почтовых шкафов, из них в Москве — 3,5 миллиона.

## Определение
Согласно Федеральному закону Российской Федерации «О почтовой связи» (в редакции от 22.08.2004, № 122-ФЗ) (ст. 2), «абонентский почтовый шкаф — специальный шкаф с запирающимися ячейками, устанавливаемый в жилых домах, а также на доставочных участках, предназначенный для получения адресатами почтовых отправлений».
Кроме того, тем же законом даются следующие толкования:
- Абонементный почтовый шкаф — устанавливаемый в объектах почтовой связи специальный шкаф с запирающимися ячейками, которые абонируются (арендуются) на определённый срок адресатами для получения почтовых отправлений.
- Почтовый абонентский ящик — специальный запирающийся ящик, предназначенный для получения адресатами почтовых отправлений.

## Виды
Почтовые шкафы делятся на следующие виды:
- По исполнению[3]:
  - вертикальный,
  - горизонтальный,
  - индивидуальный.

- По конструкции:
  - Щелевой — загрузка корреспонденции осуществляется через щели между ячейками;
  - антивандальный — загрузка корреспонденции осуществляется при открытии всех ячеек почтальоном с помощью мастер-ключа[4].

## Технология производства
Почтовые шкафы могут быть деревянными и металлическими. В настоящее время наиболее распространены металлические шкафы.
Шкаф изготавливается из листового проката толщиной 0,5—1,5 мм. Отдельные элементы конструкции шкафы соединяются сваркой или клепкой. Шкаф, как правило, окрашивается эмалью или порошковой краской.

## Нормативные документы
Деятельность по содержанию почтовых шкафов регулируется в первую очередь Жилищным кодексом и Федеральным законом о почтовой связи от 17 июля 1999 года № 176-ФЗ, который гласит:
Абонентские почтовые шкафы устанавливаются строительными организациями на первых этажах многоэтажных жилых домов. Расходы на приобретение и установку абонентских почтовых шкафов включаются в смету строительства этих домов. Представители организаций федеральной почтовой связи участвуют в работе комиссий при принятии в эксплуатацию жилых домов. Обслуживание, ремонт и замена абонентских почтовых шкафов возлагаются на собственников жилых домов или жилищно-эксплуатационные организации, которые обеспечивают сохранность жилых домов и надлежащее их использование, и осуществляются за счет собственников жилых домов.
Согласно СНиП 2.08.01-89 Жилые здания:
В лестничных клетках допускается устанавливать приборы отопления, мусоропроводы, этажные совмещенные электрощиты и почтовые ящики, не уменьшая нормативной ширины прохода по лестничным площадкам и маршам.